# Matyáš Jachnicki
Matyáš Jachnicki (ur. 16 maja 1999) – czeski siatkarz, grający na pozycji przyjmującego. Od sezonu 2019/2020 jest zawodnikiem drużyny AERO Odolena Voda.